# Llista d'atemptats d'ETA
Aquesta llista pretén recollir els atemptats d'ETA incloses totes les branques i subdivisions que ha generat. Per tal de sistematitzar-ne la recollida s'ordenen per ordre cronològic i cal incloure la font d'on s'ha adaptat la informació si no existeix encara l'article relatiu a l'atemptat. Òbviament el llistat no és exhaustiu, donat els múltiples actes de kale borroka resulta difícil atribuir-los a l'organització armada, no obstant també es poden recollir aquí.

## Dècada de 1960
- 7 de juny de 1968: Mor tirotejat el guàrdia civil de trànsit José Antonio Pardines Arcay a mans de Txabi Etxebarrieta, durant un control rutinari de carretera a Villabona-Amasa.[1]
- 2 d'agost de 1968: Mor en un atemptat el cap de la Brigada d'Investigació Social de Sant Sebastià Melitón Manzanas, davant del seu domicili a Irun.[1]
- 9 d'abril de 1969: Mor el taxista Fermín Monasterio, a mans d'un militant d'ETA, durant una fuga camí de l'Estat francès a Arrigorriaga.[1]

## Dècada de 1970
- 20 de desembre de 1973: Una bomba instal·lada al subsòl del c. Claudio Coello de Madrid fa volar el cotxe oficial del president del govern espanyol, l'almirall Luis Carrero Blanco, el vehicle sortí propulsat uns vint metres cap enlaire caient al pati de l'església Sant Francesc de Borja confrontant al carrer. Hi moriren l'almirall, el xofer i un policia que anaven dins del cotxe, un Ford Dodge, que va quedar doblegat en forma de V. També van resultar ferits de gravetat un policia que anava amb un altre vehicle que seguia el president, i tres transeünts (un nen, una dona jove i un taxista).[2]
- 3 d'abril de 1974, el caporal primer de la Guàrdia Civil Gregorio Posadas Zurrón és metrallat a Azpeitia (Guipúscoa) pels membres d'ETA José Antonio Garmendia Artola, "El Tupa"; i Francisco Javier Aya Zulaica, "El Trepa";[3]
- 11 de setembre de 1974: Durant un tiroteig en un pis arran de la detenció de Yoyes és mort un dels guàrdies civils que efectuaven.[4]
- 29 d'octubre de 1974: En el decurs d'una acció de vigilància per trobar al membre d'ETA Ignacio Iparraguirre Aseguinolaza "Iporra" en al barri donostiarra de Trincherpe, prop de Pasaia, aquest és descobert al carrer iniciant-se un tiroteig mutu en que resulta ferit mortalment un dels dos guàrdies civils.[5]
- 17 de desembre de 1974: Durant un passeig a les nou de la nit són metrallats des d'un cotxe en marxa els guàrdies civils Argimiro García Estévez i Luis Santos Hernandez per Francisco Múgica Garmendia, "Pakito".[6][7]
- 6 de maig de 1975: El guàrdia civil Andrés Segovia Peralta és metrallat per l'esquena quan es dirigia al quarter de Guernica.[8]
- 14 de maig de 1975: Durant una operació a la matinada a Guernica per a capturar activistes d'ETA en un pis franc és disparat al cap i mort el tinent de la Guàrdia Civil Domingo Sánchez Muñoz. Iñaki Garay Lejarreta i Blanca Salegui Allende, propietaris del pis i membres d'ETA moren en l'acció. Fugen dos membres d'ETA del pis, un d'ells, Jesús María Markiegi "Motriko", és trobat prop del lloc i mort durant un altre tiroteig amb membres de la guàrdia civil.[9]
- 5 d'octubre de 1975: Mitjançant una emboscada és accionada a distància una bomba casolana de dinamita i cargols industrials contra un vehicle de la guàrdia civil que tornava del santuari d'Arantzazu. Hi moren tres dels guàrdies i dos resulten ferits de gravetat.[10]
- 18 d'octubre de 1975: El guàrdia civil Manuel López Triviño és metrallat per l'esquena en ple nucli urbà de Zarauz al vespre quan retornava de la caserna al seu domicili. Mor a l'acte.[11]
- 17 de gener de 1976: Atemptat amb bomba activada en voler retirar una ikurriña a un cim proper al km. 422 la carretera nacional I a Ordicia. Hi mor a l'instant el guàrdia civil Manuel Vergara Jiménez, resulta ferit el seu company.
- 5 d'abril de 1976: Els presos polítics d'ETA (juntament amb presos del Moviment Ibèric d'Alliberament, FRAP, FAC i PCE) protagonitzen la Fuga de Segòvia, la fuga més gran de presos a l'Estat Espanyol. Es fuguen un total de 29 presos, i en la fugida mor Oriol Solé i Sugranyes, assassinat per la Guàrdia Civil.
- 11 d'abril de 1976: Avisats de la col·locació d'una ikurriña al c. Leon de Barakaldo penjant d'uns cables elèctrics el membre dels Tècnic Especialista en Desactivació d'Artefactes Explosius (TEDAX), Miguel Gordo García, mor electrocutat.[12]
- 25 d'abril de 1978: Bomba desactivada a Galerías Preciados de Vitòria.[13]
- 2 de novembre de 1978 Henri Parot i Jean Pierre Erremundeguy disparen als germans José i Miguel Legasa, matant al primer i ferint el segon. Aquests dos empresaris s'havien negat a pagar l'impost revolucionari.[14]
- 20 de gener de 1979: Desactivada bomba col·locada a Galerías Preciados de Vitòria.[13]
- 12 de juliol de 1979: Incendi de l'Hotel Corona de Aragón. No resta clara la seva vinculació amb ETA (76 víctimes mortals).

## Dècada de 1980
- 7 de maig de 1981: Henri Parot col·loca en un cotxe oficial una bomba mentre estan parats en un semàfor a Madrid. L'explosió matà al tinent coronel Guillermo Tebar Seco, el suboficial d'escolta Antonio Nogueras García i el soldat conductor Rodríguez Taboada. El tinent general Joaquín Valenzuela resultà ferit de gravetat i ferí una vintena de transeünts.[14]
- 21 de gener de 1983: Bomba feta explotar al Galerías Preciados de Bilbao, sense danys personals, autoatribuït a ETA militar.[13]
- 23 de novembre de 1984: Explosió de dues bombes amb dos quilos de goma 2 cadascuna, a un Sabeco a Vitòria. Quatre ferits lleus.[13]
- 26 de maig de 1985: ETA militar incendia un Sabeco, de Saragossa.[13]
- 12 de desembre de 1985: El policia membre de l'Edex, Esteban del Amo mort en esclatar el cotxe bomba aparcat al soterrani d'El Corte Inglés del carrer Felipe II de Madrid. El vehicle l'havia utilitzat un comando d'ETA per a assassinar el coronel de l'exèrcit espanyol Vicente Romero i el seu xofer.[13]
- 17 d'octubre de 1985: Còctel molotov contra Sabeco a Vitòria, pocs danys materials.[13]
- 30 de juliol de 1986: Bomba formada per 700 grams de doratita al supermercat Sabeco de la capital alavesa. El grup “Iraultza” s'atribueix l'acció.[13]
- 1 de juliol de 1986: Explosiu, compost per 750 grams de dinamita, un a Sabeco de Vitòria (danys materials).[13]
- 10 de setembre de 1986: Dolores González Katarain, àlies Yoyes, primera dona dirigent d'ETA i sota acusació de traïció a l'organització, és executada a Ordizia, on havia retornat després d'abandonar la banda i autoexiliar-se uns mesos.
- 14 d'octubre del 1986: Explosió d'un cotxe bomba a la caserna de la policia de la plaça d'Espanya de Barcelona amb el resultat d'un policia mort i 18 ferits tots ells civils.
- 25 d'octubre de 1986: Dues bombes, una a un Simago i l'altra a un Sabeco de Vitòria (quatre ferits lleus).[13]
- 24 de desembre de 1986: El guàrdia civil José Peña Medina mor en esclatar una bomba a l'hipermercat Pryca a Oiartzun (Guipúscoa).[13]
- 10 d'abril de 1987: Desactivada una bomba formada per dos quilos de cloratita col·locada en un lavabo de la cinquena planta d'El Corte Inglés de Bilbao pel grup “Iraultza”.[13]
- 17 de maig de 1987: Exploten tres cotxes bomba a Madrid: Un a la Direcció General de la Guàrdia Civil, el quarter general de l'exèrcit de l'aire i el quarter general de l'armada. La primera causa la mort de quatre ocupants d'un turisme que circulava a prop del lloc de l'explosió.[14]
- 12 de juny de 1987: Atemptat d'Enpetrol en què resulten danyats 14 km de canonades del Complex Petroquímic de Tarragona i fugen de la població unes 20.000 persones enmig de la matinada.[15]
- 19 de juny de 1987: Atemptat de l'Hipercor amb cotxe bomba a l'aparcament soterrani a Barcelona (15 persones mortes i 38 ferits).
- 17 de desembre de 1987: Bomba de 250 quilos d'amonal contra la casa quarter de la Guàrdia Civil de Saragossa, que explota de nit i causa onze morts, cinc d'ells nens.[14]
- 21 de novembre de 1988: Atemptat a la matinada amb una bomba, formada per 100 quilos d'amonal i bombones de gas, contra la seu de la DG de la Guàrdia Civil de Madrid. Hi moren dues persones i 87 persones resulten ferides.[14]
- 17 de novembre de 1989: Prop de la pça. d'Atocha de Madrid Henri Parot i Jacques Esnal tirotegen el tinent coronel José Martínez Moreno i Alfonso de los Reyes el conductor del vehicle de l'exèrcit de terra en què viatjaven; matant al primer i ferint al segon.[14]

## Dècada de 1990
- 29 de maig de 1991: A la tarda un cotxe bomba fa explosió al patí interior de la casa-caserna de la guàrdia civil de Vic. Hi moren set persones entre ells un guàrdia civil, dos familiars d'aquest, tres nenes i una noia jove i un mínim de 45 ferits. L'edifici s'ensorrà totalment excepte la façana. Aquell dimecres havia començat la Volta Ciclista a Catalunya pel que molts del guàrdies civils no es trobaven a l'interior, cosa que es va interpretar que ETA volia atemptar contra les famílies dels guàrdies civils.[16]
- 26 de juliol de 1996: Isidro Usabiaga Esnaola, empresari guipuscoà és tirotejat prop del seu domicili a Ordizia cap a les quatre de la matinada morint en l'atemptat.[17]

- 13 de juliol de 1997: El regidor d'Ermua (Biscaia) pel Partit Popular Miguel Ángel Blanco Garrido, segrestat dos dies abans, va ser assassinat a trets.

### Any 2000
- 21 de gener de 2000: El tinent coronel Pedro Antonio Blanco García resulta mort per l'explosió d'un cotxe bomba situat al carrer Pizarra de Madrid. Minuts més tard, ETA feia esclatar el vehicle amb què varen fugir del primer atemptat, amb l'objectiu d'esborrar qualsevol empremta dactilar.[19]
- 22 de febrer de 2000: El diputat Fernando Buesa Blanco i el seu escorta, el policia Jorge Díez Elorza, moren per l'explosió d'un cotxe bomba situat als afores del campus de la Universitat del País Basc, situat a Vitòria. Arran d'aquest atemptat, el Partit Nacionalista Basc trenca tots els acords subscrits amb Herri Batasuna, la qual cosa provoca una important crisi institucional.
- 6 de març de 2000: L'explosió d'un cotxe bomba, accionat al pas d'un vehicle de la Guàrdia Civil, provoca 8 ferits als afores del quarter d'Intxaurrondo de Sant Sebastià. L'acció es va produir en plena campanya electoral d'unes eleccions legislatives que, finalment, José María Aznar acabaria guanyant amb majoria absoluta.
- 27 de març de 2000: Artificiers del Cos Nacional de Policia desactiven un petit artefacte explosiu -d'uns 125 grams, aproximadament- col·locat en una caixa de puros i enviat per correu certificat a la delegació de Ràdio Nacional d'Espanya (RNE) a Andalusia, situada a la ciutat de Sevilla.
- 24 d'abril de 2000: Artificiers del Cos Nacional de Policia desactiven un petit artefacte explosiu -molt semblant al del 27 de març- col·locat en un llibre i enviat, per correu certificat, a la seu central del diari La Razón, situada a Madrid.
- 6 de maig de 2000: El columnista i col·laborador del diari El Mundo José Luis López de la Calle resulta mort a conseqüència de l'impacte de 4 trets de pistola. L'acció es va perpetrar en el portal de casa seva, situada en ple centre d'Andoain (Guipúscoa), quan tornava de comprar el diari.
- 4 de juny de 2000: El regidor popular de l'Ajuntament de Durango (Biscaia) Jesús Maria Pedrosa Urkiza resulta mort, en un dels carrers més concorreguts de la ciutat biscaïna, a conseqüència de l'impacte d'un tret de pistola. El regidor tornava de veure un partit de bàsquet celebrat a la localitat.
- 25 de juny de 2000: Al punt de la mitjanit, esclatà un potent cotxe bomba al barri de les Arenes de Getxo (Biscaia), molt a prop d'una casa propietat de la família Delclaux. Pocs minuts abans, un comunicat anònim, parlant en nom d'ETA, va advertir de l'explosió, la qual cosa va permetre que la policia basca desallotgés la zona.
- 7 de juliol de 2000: Artificiers de la policia basca desactiven, pels carrers d'Ordizia (Guipúscoa), un artefacte explosiu situat als baixos d'un vehicle propietat de l'empresari Juan Bautista Rubio Beloki, que era el principal objectiu de l'acció.
- 12 de juliol de 2000: Esclata un cotxe bomba en la madrilenya plaça de Callao -situada al bell mig de la ciutat- i provoca un total de 9 ferits. L'existència de la bomba fou advertida, mitjançant un comunicat anònim parlant en nom d'ETA, a les sis hores i deu minuts del matí, just mitja hora abans de l'explosió. Fonts antiterroristes van arribar a la conclusió, hores més tard, que l'objectiu de l'acció van ser atemptar en contra dels artificiers.
- 15 de juliol de 2000: Sis trets de bala posen punt final a la vida del regidor del PP a l'Ajuntament de Màlaga José Maria Martín Carpena. L'acció es va produir a la part alta de la ciutat andalusa, concretament al barri de Nueva Málaga, just quan el regidor anava a assistir al pregó de la Festa Major de la ciutat. Aquesta fou la primera acció mortal de la història d'ETA a la província de Màlaga i, alhora, la primera a Andalusia des de gener de 1998.
- 16 de juliol de 2000: Un cotxe bomba esclata a la part del darrere de la caserna de la Guàrdia Civil d'Ágreda, a la província de Sòria. L'explosió, que es va sentir en tot el poble, va provocar ferides lleus a una persona i importants danys materials en un radi de 500 m.
- 18 de juliol de 2000: L'explosió d'un artefacte explosiu, col·locat entre un caixer de Caja Vital i una botiga de productes alimentaris de Vitòria, provoca importants danys materials. La col·locació de la bomba va ser advertida a través d'un comunicat anònim, el qual parlava en nom d'ETA. Fonts antiterroristes van atribuir, en un primer moment, aquesta acció a la Kale Borroka, però l'obtenció de diverses proves en el lloc de la deflagració -i l'estudi amb profunditat de la trucada prèvia- van permetre corregir la hipòtesi inicial de l'autoria.
- 19 de juliol de 2000: José Ansejo Díaz, secretari general del PSOE a Málaga i vicesecretari general del PSOE andalús en aquella època, va salvar la vida al desprendre's l'artefacte explosiu que tenia instal·lat als baixos del seu vehicle particular. La posterior explosió controlada del dispositiu, realitzada pels artificiers, va provocar escenes de tensió pels carrers de Màlaga.
- 20 de juliol de 2000: Una trucada anònima, parlant en nom d'ETA, va advertir de l'explosió d'un cotxe bomba a la zona del Monte Calvario de Màlaga. Després de cinc hores i mitja de treball, els artificiers van aconseguir desactivar l'artefacte, el qual, segons fonts de la lluita antiterrorista, tenia com a objectiu esborrar les empremtes dactilars dels membres de l'escamot.
- 24 de juliol de 2000: Esclata un cotxe bomba al carrer José Amann de Getxo, ubicat al barri de Neguri de la localitat biscaïna. L'explosió es va produir davant la casa de la senadora del PP Pilar Aresti, molt a prop del domicili del president del BBVA i a només 400 metres de l'explosió del dia 25 de juny. La deflagració, que va ser avisada 15 minuts abans, va provocar 8 ferits i importants danys materials a la zona.
- 26 de juliol de 2000: Artificiers de l'Ertzaintza fan esclatar, de manera controlada, un artefacte explosiu situat als baixos del vehicle particular d'Agustín Ramos Vallejo, regidor del PP a l'Ajuntament d'Abadiño (Biscaia). Un soroll estrany en el moment d'engegar el cotxe va fer sospitar a l'escorta del popular, el qual va alertar a la policia.
- 27 de juliol de 2000: Esclata una bomba, composta per 1,5 kg de dinamita, en un caixer d'una oficia de Caja Vital, situada al barri vitorià de Lakua. L'explosió va ser advertida a través d'una trucada anònima, parlant en nom d'ETA, uns minuts abans.
- 29 de juliol de 2000: Juan María Jáuregui, governador civil de Guipúscoa, mor a conseqüència de dos trets de bala. L'acció es va produir quan l'exgovernador mantenia una entrevista amb un periodista en un cèntric bar de la població guipuscoana de Tolosa.
- 8 d'agost de 2000: Un cotxe bomba acaba amb la vida de José Maria Korta Uranga, propietari de l'empresa Korta SA i líder de la patronal guipuscoana, a Zumaia (Guipúscoa). L'explosió es va produir quan es disposava a agafar el seu vehicle, just després d'haver fet una visita a una nau de la seva propietat.
- 8 d'agost de 2000: Sis hores després de la mort de Korta, ETA fa esclatar un cotxe bomba a Madrid. L'explosió, que fou alertada mitjançant un comunicat anònim 20 minuts abans, es va produir en la plaça Platerías, a escassos metres del domicili d'Alfonso Osorio (vicepresident del govern espanyol amb Adolfo Suárez) i del dirigent popular Pio García Escudero. Com a conseqüència de l'acció, 11 persones resultaren ferides.
- 9 d'agost de 2000: 2 trets de bala posen punt final a la vida de Francisco Casanova Vicente, sotstinent de l'exèrcit, a Berriozar (Navarra). L'acció es produí en el seu aparcament particular, quan es disposava a estacionar el seu vehicle. Aquest fou la primera mort d'ETA a Navarra des de la primavera del 1998.
- 15 d'agost de 2000: Artificiers de la Guàrdia Civil fan esclatar, de manera controlada, un potent cotxe bomba abandonat en una carretera entre Benavarri i Estopanyà (Osca). Més tard, al març del 2001, es va saber que el vehicle, que els etarres van abandonar per problemes a la bateria, havia de ser transportat fins a València.[20]
- 20 d'agost de 2000: L'explosió d'una bomba adhesiva a Sallent de Gállego, col·locada concretament en els baixos d'un cotxe patrulla de la Guàrdia Civil, provoca la mort dels agents Irene Fernández Pereda i José Ángel de Jesús Encinas. En el cas de Fernández, a més, es converteix en la primera agent del cos morta per una acció d'ETA.
- 24 d'agost de 2000: Esclaten un total de 6 artefactes de mitjana potència en instal·lacions d'empreses basques. De les sis deflagueracions, 1 es produeix en l'oficina donostiarra de Seguros Bilbao; un altre, també a Sant Sebastià, en una nau de l'empresa Constructora Terrain; 2 més en camions de gran tonatge, estacionats a Irun (Guipúscoa), propietat de l'empresa Olloquiegui; un altre a la societat cooperativa Gruas Pingón, situada a Lazkao (Guipúscoa) i, l'última, es produeix en un camió propietat de l'empresa Decoexa. Totes les explosions, que van ser avisades mitjançant un comunicat anònim parlant en nom d'ETA, no van provocar cap ferit.
- 29 d'agost de 2000: Manuel Indiano Izaustre, regidor del PP a l'Ajuntament de Zumarraga (Guipúscoa), mor, en aquesta mateixa localitat, a conseqüència de l'impacte de 13 trets de bala. L'acció, l'última del mes d'agost, es produí en l'interior d'un petit comerç de la seva propietat.[21]
- 10 de setembre de 2000: ETA fa esclatar una bomba de mitjana potència en la discoteca Txitxarro, situada en el terme municipal de Deba (Guipúscoa). El fet que l'establiment fos propietat del germà de José Maria Korta -mort, a l'agost del 2000, per una acció etarra- va fer determinar als membres de la lluita antiterrorista que l'objectiu últim de l'acció va ser atemorir a la família Korta. L'explosió va ser advertida, mitjançant un comunicat anònim parlant en nom d'ETA, 10 minuts abans.[22]
- 16 de setembre de 2000: Agents de l'Ertzaintza troben, en un puig de Zabalaga situat a 600 metres del museu Chillida Leku, 8 granades amb les seves respectives llançadores, just mitja hora abans que els reis d'Espanya i el canceller alemany Gerard Shröder acudissin a la inauguració del citat museu. Segons fonts antiterroristes, l'objectiu de l'acció fou fer propaganda, ja que les granades estaven mal enfocades i situades en un lloc amb molta vigilància.[23]

- 21 de setembre de 2000: José Luis Ruiz Casado, regidor del PP a l'Ajuntament de Sant Adrià de Besòs, mor a conseqüència de diversos trets de bala. L'acció, que va coincidir amb una visita oficial de José María Aznar López a Barcelona, es va produir en el portal del domicili particular del regidor a primera hora del matí, just quan es disposava a sortir de casa. Minuts més tard, una potent explosió, en el barri de la Mina de la mateixa localitat, va permetre esborrar les empremtes dactilars en el vehicle amb què van fugir. Aquesta va ser la primera acció d'ETA a Catalunya des de 1997 i mortal des de 1994.[24][25]
- 21 de novembre de 2001: Ernest Lluch i Martin, exdiputat del PSC, exministre de Sanitat del primer govern de Felipe González i membre de l'organització basca Elkarri compromesa en una solució dialogada del conflicte, és assassinat a trets de pistola al garatge de casa seva a Barcelona.

### 2001
- 10 de gener: artefacte a la delegació de Defensa a Girona.[26]
- 17 de gener: assassinat d'un mosso d'esquadra a Roses. Vegeu atemptat d'ETA a Roses.

### 2003
- 18 de juliol de 2003: Cotxe bomba a l'aeroport de Santander (Cantàbria). Danys materials en 12 cotxes.

### 2005
- 10 de febrer de 2005: Atemptat a Madrid (43 ferits)
- 12 de juliol de 2005: Explosió de quatre bombes a Amorebieta (sense víctimes).

### 2006
- 30 de desembre de 2006: Atemptat a la Terminal 4 de Barajas, un cotxe bomba causa múltiples danys materials i dues víctimes mortals.

### 2007
- 24 d'agost de 2007: Dos policies ferits lleus en un atemptat amb cotxe bomba contra un quarter de la Guàrdia Civil a Durango i molts danys materials.
- 9 d'octubre del 2007: Bilbao, País Basc, un cotxe bomba resulta ferit un guardaespatlles d'un conseller del PSOE.
- 11 de novembre de 2007: Desactivats dos artefactes a Getxo.

### 2008
- 7 de març del 2008: Assassinat l'exregidor Isaías Carrasco a Arrasate (País Basc) per un tiroteig.
- Juliol de 2008: Quatre bombes a Laredo i Noja.
- 30 d'octubre del 2008: Cotxe bomba a la Universitat de Navarra (17 ferits).
- 21 de setembre de 2008: Doble atemptat amb cotxes bomba a Ondarroa (Comissaria de l'Ertzanintza) i Vitòria (Caixa d'Estalvis. (onze ferits lleus i destrosses materials)
- 22 de setembre de 2008: Cotxe bomba a una acadèmia militar a Santoña (Cantàbria) causa un mort i sis ferits un d'ells greu.
- 21 de novembre de 2008: Atemptat amb bomba contra un repetidor de televisió a Bilbao.
- 3 de desembre de 2008: Mort per tiroteig d'un empresari de la construcció basc a Azpeitia.
- 31 de desembre de 2008: Atemptat amb cotxe bomba contra Euskal Irrati Telebista.

### 2009
- 9 de febrer de 2009: Cotxe bomba contra IFEMA de Madrid.
- 29 de juliol de 2009: Cotxe bomba contra la casa-caserna de la Guàrdia Civil a Burgos (causa 65 ferits lleus).[27]
- 30 de juliol de 2009: Cotxe bomba davant unes oficines de la Guàrdia Civil a Calvià, Mallorca, causa 2 morts i diversos ferits.[28] Es fa explotar una segona bomba situada prop de la primera. És el primer atemptat d'ETA amb víctimes mortals a les illes.

### 2010
- 16 de març de 2010: La persecució pel robatori d'un turisme a un concessionari automobilístic acaba amb un tiroteig entre la gendarmeria i membres d'ETA en que mor un gendarme francès i un altre resultà ferit. Es tracta de la primera víctima mortal produïda a les forces i cossos de seguretat francesos.[29]